# Каньонлендс
Каньонлендс (англ. Canyonlands National Park) — национальный парк на территории штата Юта, США.
Обширная территория расположена в междуречье Грин-Ривер и Колорадо юго-западнее города Моаб. Здесь множество ущелий, гор и речных долин, которые являются частью пустынного ландшафта, в том числе система каньонов Мейз, скальные башни Нидлз, зелёные районы Айленд-оф-зе-Скай и другие уникальные природные объекты.
Ущелья национального парка по своим размерам ненамного уступают Гранд-Каньону. Достаточно своеобразны деревья, в засушливые годы они выпускают только одну или две новые ветки, позволяя остальным погибнуть, но выжить всему дереву.
На некоторых скалах обнаружены рисунки, которые были созданы более 3000 лет назад группами кочующих охотников, которые передвигались по юго-западу материка.

## Галерея
- Рафтеры на одной из рек национального парка
- Подвергшиеся эрозии горные породы
- Наскальные рисунки в Хорсшу-Каньон
- Вид на долину каньонов